# Jandro Orellana
Alejandro "Jandro" Orellana Gómez (Gavà, 7 agosto 2000) è un calciatore spagnolo, centrocampista dell'Estoril Praia.

## Caratteristiche tecniche
Centrocampista difensivo, ha buone doti da regista.

## Carriera

### Club
Orellana è entrato a far parte de La Masia nel 2014 dopo alcune stagioni passate nel Gavà e nell'Espanyol. Nella stagione 2017-2018 ha vinto la UEFA Youth League con la formazione Under-19 ed al termine della stessa ha rinnovato il contratto fino al 2021 ed è stato promosso nel Barcellona B. Ha debuttato il 4 novembre nell'incontro di Segunda División B pareggiato 1-1 contro l'Ebro. Il 24 gennaio 2021 ha segnato il suo primo gol nel successo per 2-1 sull'Olot ed al termine della stagione ha rinnovato il contratto fino al 2022.
Rimasto svincolato, il 22 luglio 2022 ha firmato un triennale con l'FC Andorra, appena promosso in Segunda División per la prima volta nella sua storia. Ha esordito nella serie cadetta spagnola il 20 agosto sostituendo Marc Aguado contro lo Sporting Gijón.
Nel 2024 si è trasferito all'Estoril Praia, club della prima divisione portoghese.

### Nazionale
Con la nazionale spagnola Under-17 ha preso parte al vittorioso campionato d'Europa del 2017 e due anni dopo ha vinto l'europeo anche con l'Under-19.

## Statistiche

### Presenze e reti nei club
Statistiche aggiornate al 17 marzo 2024.
| Stagione        | Squadra         | Campionato      | Campionato | Campionato | Coppe nazionali | Coppe nazionali | Coppe nazionali | Coppe continentali | Coppe continentali | Coppe continentali | Altre coppe | Altre coppe | Altre coppe | Totale | Totale | Totale |
| Stagione        | Squadra         | Comp            | Pres       | Reti       | Comp            | Pres            | Reti            | Comp               | Pres               | Reti               | Comp        | Pres        | Reti        | Pres   | Reti   |        |
| --------------- | --------------- | --------------- | ---------- | ---------- | --------------- | --------------- | --------------- | ------------------ | ------------------ | ------------------ | ----------- | ----------- | ----------- | ------ | ------ | ------ |
| 2018-2019       | Barcellona B    | SDB             | 7          | 0          |                 | -               | -               |                    | -                  | -                  |             | -           | -           | 7      | 0      |        |
| 2019-2020       | Barcellona B    | SDB             | 25         | 0          |                 | -               | -               |                    | -                  | -                  |             | -           | -           | 25     | 0      |        |
| 2020-2021       | Barcellona B    | SDB             | 18         | 1          |                 | -               | -               |                    | -                  | -                  |             | -           | -           | 18     | 1      |        |
| 2021-2022       | Barcellona B    | PDR             | 23         | 0          |                 | -               | -               |                    | -                  | -                  |             | -           | -           | 23     | 0      |        |
| 2022-2023       | FC Andorra      | SD              | 26         | 0          | CR              | 2               | 0               |                    | -                  | -                  |             | -           | -           | 28     | 0      |        |
| 2023-2024       | FC Andorra      | SD              | 21         | 1          | CR              | 1               | 0               |                    | -                  | -                  |             | -           | -           | 22     | 1      |        |
| Totale carriera | Totale carriera | Totale carriera | 120        | 2          |                 | 3               | 0               |                    | -                  | -                  |             | -           | -           | 123    | 2      |        |

## Palmarès

### Club

#### Competizioni giovanili
- UEFA Youth League: 1

Barcellona: 2017-2018

### Nazionale
- Campionato d'Europa Under-17: 1

Croazia 2017
- Campionato d'Europa Under-19: 1

Armenia 2019